# Lyn-Z Adams Hawkins
Lyndsey „Lyn-Z“ Adams Hawkins (* 21. September 1989) ist eine US-amerikanische Profiskateboarderin.

## Frühes Leben und Familie
Lyn-Z Adams Hawkins wurde in San Diego geboren und wuchs in Kalifornien auf. Einen Teil ihrer Kindheit verbrachte sie in Sayulita, Mexiko, in der Nähe von Puerto Vallarta. Als sportliches Kind begann Hawkins im Alter von 6 Jahren zu surfen und Skateboard zu fahren. Sie spielte auch Fußball, Baseball und Basketball und betrieb Gymnastik.
Ihr offizieller Name ist Lyndsey, und Adams ist ihr zweiter Vorname. Sie begann in der 4. Klasse, den Spitznamen Lyn-Z zu verwenden.
Hawkins gestaltet das Griptape auf ihren Skateboards oft selbst. Viele tragen die Buchstaben RIP (Rest in Peace), in Erinnerung an ihren Vater, der im Dezember 2003 starb.
Am 4. Juni 2011 verlobte sich Hawkins mit Travis Pastrana, der die Show bei der Nitro Circus Live World Tour in Las Vegas unterbrach und um ihre Hand anhielt. Die beiden heirateten am 29. Oktober 2011 in der Nähe von Hawkins’ Heimat in Südkalifornien.
Am 26. Februar 2013 gaben Hawkins und Pastrana auf ihren Webseiten in den sozialen Netzwerken bekannt, dass sie ihr erstes Kind erwarten. Hawkins brachte am 2. September 2013 ein Mädchen namens Addy Ruth zur Welt. Am 5. August 2014 gab sie bekannt, dass sie und Pastrana ihr zweites Kind erwarteten; ein Mädchen namens Bristol Murphy wurde am 9. Februar 2015 geboren.

## Karriere

### Skateboard
Hawkins steht an der Spitze einer kleinen Gruppe von professionellen Skaterinnen. Sie ist auch eine der wenigen Skaterinnen, die die DC Mega Ramp befahren haben, und die erste Frau überhaupt, die dies tat.
Aufgrund eines gebrochenen Arms im Jahr 2005 und eines gerissenen Kreuzbandes (mit anschließender Operation) im Jahr 2006 konnte Lyn-Z an vielen Wettbewerben nicht teilnehmen. Statt teilzunehmen, moderierte sie den Frauenwettbewerb bei den West 49 Canadian Open in Hamilton, Ontario, im September 2006.
Im Jahr 2007 kehrte Hawkins in den Wettkampf zurück und erlangte Gold bei den Summer X-Games in der Disziplin Women’s Skateboard Vert. Im Jahr 2008 belegte sie bei den X-Games den zweiten Platz, und 2009 erzielte sie wieder Gold in der Disziplin Women’s Vert.
Zu den Hauptsponsoren gehören Volcom, Nixon Watches, Birdhouse Skateboards, Oakley Eyewear, Type-S Wheels, S-One Helmets, und K-five Boardshop.
Im Jahr 2008 erschien Hawkins auf dem Cover des Concrete Wave Magazine.
Am 21. November 2009 landete Hawkins als erste Frau einen 540 McTwist während der „Quiksilver Tony Hawk Show“ in Paris, Frankreich.

### Snowboard
Hawkins konzentriert sich zwar hauptsächlich auf das Skateboarding, ist aber auch eine begeisterte Snowboarderin. Im Jahr 2007 belegte sie auf nationaler Ebene Platz 23 im Slopestyle und Platz 9 in der Halfpipe bei den Winter X-Games.

## Videospiele
Hawkins war mit Tony Hawk’s Project 8 zum ersten Mal in einem Videospiel vertreten und war damit nach Elissa Steamer die zweite spielbare Skaterin in den Tony-Hawk-Spielen. Später erschien sie in Tony Hawk: Ride, Tony Hawk: Shred und Tony Hawk’s Pro Skater HD.

## Sponsoren
- Etnies
- Nixon Watches
- Birdhouse Skateboards
- Type S Wheels
- k-5 Boardshop
- Kicker
- Volcom
- Ethika

## Erfolge
| Jahr | Titel                                                        | Platzierung | Disziplin               |
| ---- | ------------------------------------------------------------ | ----------- | ----------------------- |
| 2010 | Summer X-Games, Los Angeles, Kalifornien                     | 2. Platz    | Women’s Vert            |
| 2009 | Summer X-Games, Los Angeles, Kalifornien                     | 1. Platz    | Women’s Vert            |
| 2009 | ISF Skateboarding World Championships, Boston, Massachusetts | 1. Platz    | Women’s Vert            |
| 2008 | Summer X-Games, Los Angeles, Kalifornien                     | 2. Platz    | Women’s Vert            |
| 2007 | Summer X-Games, Los Angeles, Kalifornien                     | 1. Platz    | Women’s Vert            |
| 2007 | Soul Bowl, Huntington Beach, Kalifornien                     | 2. Platz    | Women’s Bowl            |
| 2007 | Pro Tec Pool Party, Orange, Kalifornien                      | 2. Platz    | Women’s Bowl            |
| 2005 | West 49 Canadian Open, Toronto, Ontario                      | 20. Platz   | Women’s Street          |
| 2005 | Pro Tec Pool Party, Orange, Kalifornien                      | 5. Platz    | Women’s Bowl            |
| 2005 | Summer X-Games, Los Angeles, Kalifornien                     | 2. Platz    | Women’s Vert            |
| 2005 | Summer X-Games, Los Angeles, Kalifornien                     | 9. Platz    | Women’s Street          |
| 2005 | Globe World Cup, Melbourne, Australien                       | 4. Platz    | Women’s Street          |
| 2005 | Globe World Cup, Melbourne, Australien                       | 8. Platz    | Men’s Vert - Best Trick |
| 2005 | Tampa Am, Tampa, Florida                                     | 3. Platz    | Men’s Vert              |
| 2004 | Summer X-Games, Los Angeles, Kalifornien                     | 1. Platz    | Women’s Vert            |
| 2004 | Summer X-Games, Los Angeles, Kalifornien                     | 4. Platz    | Women’s Street          |
| 2004 | Gallaz Skate Jam, Dortmund, Deutschland                      | 6. Platz    | Women’s Street          |
| 2004 | Vans Triple Crown, Cleveland, Ohio                           | 99. Platz   | Women’s Street          |
| 2004 | Vans Triple Crown, Cleveland, Ohio                           | 14. Platz   | Men’s Vert              |
| 2004 | Vans Triple Crown, Vancouver, British Columbia               | 12. Platz   | Women’s Street          |
| 2004 | Vans Triple Crown, Vancouver, British Columbia               | 8. Platz    | Women’s Vert            |
| 2004 | Globe World Cup, Melbourne, Australien                       | 8. Platz    | Women’s Street          |
| 2003 | Summer X-Games, Los Angeles, Kalifornien                     | 3. Platz    | Women’s Vert            |
| 2003 | Summer X-Games, Los Angeles, Kalifornien                     | 2. Platz    | Women’s Street          |
| 2003 | Next Cup, Aguanga, Kalifornien                               | 2. Platz    | Men’s Street            |
| 2003 | Next Cup, Aguanga, Kalifornien                               | 3. Platz    | Highest Wall            |
| 2003 | Slam City Jam, Vancouver, British Columbia                   | 3. Platz    | Women’s Vert            |
| 2003 | Slam City Jam, Vancouver, British Columbia                   | 5. Platz    | Women’s Street          |
| 2003 | West 49 Canadian Open, Toronto, Ontario                      | 14. Platz   | Women’s Street          |
| 2002 | Slam City Jam, Vancouver, British Columbia                   | 3. Platz    | Women’s Vert            |
| 2002 | Slam City Jam, Vancouver, British Columbia                   | 5. Platz    | Women’s Street          |